# 50 Рака
50 Рака (лат. 50 Cancri) — звезда в созвездии Рака. Находится от Земли на расстоянии 199 световых лет и имеет видимую звёздную величину +5,87, то есть звезду можно увидеть невооружённым глазом при очень хороших условиях. Это карлик белого цвета спектрального класса А главной последовательности.

## Характеристики
50 Рака имеет массу, превышающую солнечную в 1,9 раза, радиус в 1,66 раза больше радиуса Солнца. Светимость мощнее солнечной в 14,3 раза, температура поверхности около 8500 кельвинов.